# Drugi rząd Rolandasa Paksasa
Drugi rząd Rolandasa Paksasa – jedenasty rząd Republiki Litewskiej od ogłoszenia niepodległości w 1990.
Funkcjonował od 9 listopada 2000 do 12 lipca 2001. Był tworzony przez koalicję Litewskiego Związku Liberałów i Nowego Związku (Socjalliberałów). Upadł, gdy swoje poparcie dla niego wycofało drugie z tych ugrupowań. Po dymisji gabinetu z 27 października 2001, a przed powołaniem nowego rządu, pełniącym obowiązki premiera był Eugenijus Gentvilas.

## Skład rządu
- premier: Rolandas Paksas
- minister edukacji i nauki: Algirdas Monkevičius
- minister finansów: Jonas Lionginas
- minister gospodarki: Eugenijus Maldeikis, od 15 lutego 2001 Eugenijus Gentvilas
- minister kultury: Gintautas Kėvišas
- minister obrony: Linas Linkevičius
- minister ochrony socjalnej i pracy: Vilija Blinkevičiūtė
- minister rolnictwa: Kęstutis Kristinaitis
- minister spraw wewnętrznych: Vytautas Markevičius
- minister spraw zagranicznych: Antanas Valionis
- minister sprawiedliwości: Gintautas Bartkus
- minister środowiska: Henrikas Žukauskas
- minister transportu: Gintaras Striaukas, od 24 stycznia 2001 Dailis Barakauskas
- minister zdrowia: Vinsas Janušonis, od 15 maja 2001 Konstantinas Dobrovolskis